# Jiří Haškovec
Jiří Haškovec (12. května 1924, Dobříň – 19. června 2013, Praha) byl český pedagog, skaut a komunista. Byl sociálním pedagogem, jachtařem a představitelem Pionýra, v roce 1948 a po roce 1968 patřil k významným likvidátorům českého skautského hnutí.
Postava Jiřího Haškovce je přijímána rozporuplně. Mezi skauty má pověst „hrobníka“ českého skautingu, „rudého skauta“ a odrodilého skauta-komunisty, který stál u likvidace junácké organizace v letech 1948 i 1968 a na kritice skautingu, jíž byl posedlý, vybudoval celou svoji životní kariéru. V odborných pedagogických kruzích jsou naproti tomu kladně přijímány jeho publikace a zásluhy na budování speciální pedagogiky v Československu, mezi jachtaři jsou oceňovány jeho námořní plavby a metodická výuka nových jachtařů.

## Život

### Dětství a mládí
Jiří Haškovec se narodil v Dobříni u Roudnice nad Labem do rodiny univerzitního profesora Prokopa Miroslava Haškovce a jeho ženy Anny Josefy Haškovcové (roz. Vařekové). V roce 1930 se s matkou přestěhoval za otcem do Brna, neboť tam působil jako profesor na nově vzniklé Masarykově univerzitě, rodina žila v bytě pro státní zaměstnance, prázdniny ale trávil v otcově rodné Bechyni. V září 1930 nastoupil Jiří do školy, nicméně v květnu 1931 mu zemřela matka a v prosinci 1935 zemřel i jeho otec. Musel se proto přestěhovat do Prahy za strýcem Ladislavem Haškovcem, do domácnosti, kde žili i jeho o dvacet let starší bratranci s rodinami. Poručníkem se mu stal bratranec Vladimír Haškovec. Díky přátelství s Ludvíkem Švábem, synem malostranského knihkupce, vstoupil do 2. skautského oddílu – proslulé Dvojky Jaroslava Foglara.
Zúčastnil se tří táborů a účinkoval v jedné z hlavních rolí (Vilík, čtvrtý skaut Zelené služby) skautské divadelní hry Tábor ve Sluneční zátoce, kromě toho hrál na klarinet ve skautské kapele. V září 1936 byl zapsán do sekundy Akademického gymnázia v Praze. Podle zápisu kroniky oddílu Dvojka se do oddílu vrátil „druhotřídní skaut Jirka Haškovec“ 25. 5. 1938.
Jelikož jeho bratranec Vladimír byl za německé okupace činný v ilegální buňce KSČ, poručníkem se mu stal druhý bratranec Ladislav (později lékař Marty Gottwaldové). V roce 1943 byl Jiří úředně zplnoletněn a taktéž odmaturoval. Následně byl totálně nasazen v továrnách Havelka a Mész a ČKD Libeň. Na konci roku 1943 jej Bořivoj Rafl požádal, jestli by se neujal vedení 10. oddílu vodních skautů, fungujícího pod hlavičkou Klubu českých turistů (KČT) – Haškovec s tím souhlasil (zejména proto, že se jednalo o odbojovou činnost namířenou proti okupantům), na podzim 1943 přišel do odboru XV KČT a od 1. 1. 1944 se stal vedoucím oddílu, první schůzka proběhla 9. 1.

### Po druhé světové válce
Jiří Haškovec se po skončení druhé světové války ihned zapsal na Filosofickou fakultu Univerzity Karlovy, nicméně od podzimu 1946 přestoupil na nově vzniklou Pedagogickou fakultu Univerzity Karlovy a již v létě 1947 složil státní zkoušku pro učitelství. V letech 1945–1948 působil jako vedoucí skautského oddílu a střediska. Jelikož na něj mělo vliv rodinné levicové prostředí, radikalizoval se a vstoupil do KSČ (nejen kvůli osobním ambicím), jako kapitán skautské vodní Desítky pak postupně šířil i stalinistické myšlenky.
Haškovec se stal členem vysokoškolského roverského kmene – VŠRK (8. RS v Praze), který vydával radikálně levicový časopis Plameny (autorům časopisu se posměšně říkalo „plameňáci“). Redakce podporovala komunistické síly Třetí republiky a stavěla se do opozice k ústředí Junáka, nakonec bylo vydávání časopisu Ústředím pozastaveno.
V únoru 1948 byl ustaven akční výbor ústředí Junáka (AVÚJ), jehož členové se rekrutovali právě z okruhu redakce Plamenů – kromě Haškovce v něm byli i Pavel Křivský, Milan Skalník, Jiří Chyský a Jiří Stárka Jiří Haškovec je též podepsán pod provoláním AVÚJ z 25. února 1948, v rámci akčního výboru patřil k nejmilitantnějším členům a požadoval totální likvidaci Junáka. III. sněm Junáka, plánovaný na 28. února, již po komunistickém puči nemohl proběhnout. Ústředí bylo ozbrojenou skupinou Pavla Macháčka z VŠRK a řízení organizace se dostalo do rukou AVÚJ. Ten poměrně brzy vyhlásil zákaz oddílů s rozšířenou duchovní výchovou (křesťanské oddíly) a také oddíly vodních skautů, podle argumentace AVÚJ šlo o propagaci zábavu buržoazních vrstev. Jiří Haškovec kolem sebe shromáždil skupinu podobně smýšlejících lidí a účastnil se následně štvavé diskreditační kampaně proti Junáku – nejčastěji formou přednášek. Podle materiálu širšího předsednictva ÚV KSČ z 23. 12. 1948 byl Jiří Haškovec na seznamu činovníků Junáka a členů KSČ, se kterými se počítá na práci v Pionýru. Stal se i členem junácké subkomise Ústřední komise mládeže ÚV KSČ, řešil v ní ideologické otázky a opět prosazoval radikální likvidaci skautského hnutí. Haškovcova kritika skautingu vyústila do podpory začlenění Junáka do Pionýra a přípravy vzniku Sdružení organizací dětí a mládeže (SODM), redakční radu, která vypracovala statut SODM vedl právě on. Haškovec též podporoval Kruh sdružení dětí a mládeže (KSDM).
Koncem roku 1950 vydal Československý svaz mládeže (ČSM) materiál Co je Junák sepsaný právě Haškovcem, materiál měl za cíl očernit skautskou organizaci, jednalo se o první oficiální ideovou kritiku skautingu v komunistickém Československu. Na PedF UK dále Haškovec studoval lidovýchovu, absolvoval povinnou vojenskou službu a v roce jej profesor Otokar Chlup promoval doktorem pedagogiky (PaedDr.). Jeho rigorózní (disertační) práce nesla titul Za demokratickou dětskou organizaci (kritika skautingu), posudky práce zpracovali Josef Keprta (1881–1966) a František Kahuda (1911–1987), samotná práce se v archivu UK nedochovala. Text této kvalifikační práce byl vydán 1. října 1953 Aloisem Poledňákem jako štvavá brožura pod názvem Skauting ve službách podněcovatelů války; brožura, která vykreslovala skauting jako buržoazní kapitalistickou organizaci namířenou proti dělnické třídě, se pak stala vodítkem pro komunistické soudce při politických procesech. Poledňák se, na rozdíl od Haškovce, za autorství knihy omluvil roku 1968 Rudolfu Plajnerovi.
Haškovec v roce 1956 složil ministerskou zkoušku, o rok později založil dětský domov se zvýšenou péčí v Horním Maršově, který do roku 1961 vedl. Profesně se inspiroval dílem A. S. Makarenka, Janusze Korczaka a Johna Deweyho.

### 60. léta a normalizace
Od roku 1965 pracoval Haškovec ve Výzkumném ústavu pedagogickém v Praze (VÚP) jako samostatný odborný pracovník – vedoucí výzkumné skupiny dětských organizací. Byl též představitel Pionýra.
Během Pražského jara vedl za Pionýr jednání se skauty o obnovení Junáka, při konfrontaci se skauty se v té době snažil nepřipomínat vlastní pochybení z doby před dvaceti lety. Po Srpnu 1968 se Haškovec opět podílel na likvidaci Junáka z pozice představitele dětských organizací. Nicméně po prověrkách byl v roce 1970 odsunut z vedoucího postu do pozice specialisty v knihovně VÚP. Haškovec byl spoluzakladatelem a aktivním členem České asociace námořního jachtingu (ČANY), postavil plachetnici Fera, se kterou jako kapitán obeplul Evropu a plavil se i v Atlantském a Tichém oceánu, tyto plavby byly oceněny ČANY. V ČANY se dále věnoval tvorbě metodik o bezpečnosti plavby, výchově jachtařů a obecně rozvoji českého námořního jachtingu.
Ve VÚP pracoval do roku 1984, poté nastoupil do Pedagogického ústavu J. A. Komenského v Praze, kde byl zaměstnán až do roku 1993, kdy byl ústav zrušen. Byl také aktivním členem Československé (později České) pedagogické společnosti (ČPS).

### Po Sametové revoluci
Po roce 1989 se Jiří Haškovec podílel na naplňování dokumentu Úmluvy o právech dítěte a stál u vzniku české sekce Sdružení zastánců dětských práv ČR. K tomuto tématu se podílel na vydání dokumentů a informačních materiálů o ochraně dětí na základě překladu z francouzštiny a pořádal i odborné semináře s touto tematikou. V roce 2001 označil za problém aplikaci Úmluvy v Česku. Je uváděn jako spoluautor Českého pedagogického tezauru.
Byl čestným členem České pedagogické společnosti a hojně se účastnil jejích konferencí a sjezdů, ke konci života ze zdravotních důvodů už jen pouze distančně – online. Haškovec se zasadil o ustavení oboru sociální pedagogika, na toto téma rovněž pořádal odborné semináře a byl členem Asociace vzdělavatelů v sociální pedagogice. Věnoval se i pedagogice volného času a v roce 2008 založil Sdružení zájemců o život a dílo Janusze Korczaka. I nadále se věnoval námořnímu jachtingu.
V době po Sametové revoluci kritizoval totalitní poměry v letech 1948–1989, nicméně stále kritizoval skauting kvůli tomu, že prý „obtížně akceptující různé změny“ a jedná se o „tradicionalistickou až rigidní organizaci.“ Obecně se svou komunistickou minulostí nebyl nikým konfrontován, výjimku tvořil skaut Karel Lešanovský v rámci odborných konferencí, oba si dále vyměnili i krátké dopisy.
Jiří Haškovec zemřel po delší nemoci v Praze 19. června 2013.

## Citáty
| „                                  | My stavíme proti této hnusné buržoazní ideologii naše hluboké socialistické vlastenectví a proletářský internacionalismus. Přitom se ovšem musíme nutně vypořádat se zbytky té staré ideologie, které snad ještě někde zůstaly… Skauting je nutné rozbít, zničit a vybudovat Pionýrskou organizaci. | “ |
| — Jiří Haškovec, Co je Junák, 1950 | |   |

| „ | Na lidech si toho mnoho nevezmeme, ale nepostřehnuté a přehlédnuté deformace se nám ještě dlouho budou plést pod nohama. V normalizaci byly všechny pokusy „jara“ o obnovu pedagogického myšlení totálně likvidovány. Byla provedena i pracovní likvidace všech, kteří se v jaru jakkoli angažovali. V pedagogice opět zavládlo temno snad ještě horší než v padesátých letech, protože bylo dvojnásob dlouhé a velmi ubíjející… | “ |
| — Jiří Haškovec, Totalita, deformace společnosti a výchovy na konferenci Evropské hodnoty demokracie a výchovy, 1994 | |   |